# Donje Dragovlje
Donje Dragovlje (en serbe cyrillique : Доње Драговиље) est un village de Serbie situé dans la municipalité de Gadžin Han, district de Nišava. Au recensement de 2011, il comptait 391 habitants.

## Démographie
| 1948 | 1953 | 1961 | 1971 | 1981 | 1991 | 2002 | 2011 |
| ---- | ---- | ---- | ---- | ---- | ---- | ---- | ---- |
| 977  | 976  | 964  | 862  | 643  | 530  | 452  | 391  |

|  |